# Morakovo
Morakovo är ett samhälle i Montenegro. Det ligger i den centrala delen av landet, 30 km norr om huvudstaden Podgorica. Morakovo ligger 882 meter över havet och antalet invånare är 428.
Terrängen runt Morakovo är huvudsakligen lite bergig. Morakovo ligger nere i en dal. Runt Morakovo är det ganska glesbefolkat, med 48 invånare per kvadratkilometer. Närmaste större samhälle är Ozrinići, 16,2 km väster om Morakovo. I omgivningarna runt Morakovo växer i huvudsak lövfällande lövskog.